# Światowy Dzień Sprzeciwu wobec Pracy Dzieci
Światowy Dzień Sprzeciwu wobec Pracy Dzieci (ang. World Day Against Child Labour) został ustanowiony w 2002 roku przez Międzynarodową Organizację Pracy (ILO). Jest to międzynarodowy dzień akcji obchodzony corocznie 12 czerwca w celu wspierania działalności przeciwko wykorzystywaniu dzieci do pracy, która pozbawia dzieci ich dzieciństwa, ich potencjału i godności oraz jest szkodliwa dla rozwoju fizycznego i psychicznego. W tym dniu liczne organizacje – w tym Fundusz Narodów Zjednoczonych na rzecz Dzieci (UNICEF) – starają się zwrócić uwagę na wykorzystywanie na całym świecie dzieci w pracy, wynikających z tego zagrożeń i szkodliwych konsekwencji dla zdrowia fizycznego i psychicznego dzieci, oraz wzywają do zaprzestania tych praktyk. 

## Informacje ogólne
Międzynarodowa Organizacja Pracy (ILO), organ Organizacji Narodów Zjednoczonych regulujący pracę, ustanowiła w 2002 roku Światowy Dzień Sprzeciwu wobec Pracy Dzieci w celu zwrócenia uwagi i połączenia wysiłków na rzecz walki z wykorzystywaniem dzieci do wykonywania pracy, która pozbawia dzieci ich dzieciństwa, ich potencjału i godności oraz jest szkodliwa dla rozwoju fizycznego i psychicznego.
W tym dniu spotykają się rządy, władze lokalne, społeczeństwo obywatelskie oraz organizacje międzynarodowe pracowników i pracodawców, aby wskazać w tej kwestii na problemy dzieci i określić wytyczne dotyczące pomocy dzieciom pracującym. 
Według danych ILO setki milionów dzieci na całym świecie jest zaangażowanych w pracę, która pozbawia ich możliwości szkolnej edukacji, zdrowia, wypoczynku i innych podstawowych wolności, naruszając w ten sposób ich prawa. Spośród tych dzieci ponad połowa jest narażona na najgorsze formy pracy. Te najgorsze formy obejmują pracę w niebezpiecznych środowiskach, niewolnictwo lub inne formy pracy przymusowej, nielegalną działalność, taką jak handel narkotykami i prostytucję, a także udział w konfliktach zbrojnych.

## Podstawa legalna
Kwestia pracy dzieci jest regulowana przez trzy główne konwencje międzynarodowe i dwa zalecenia: Konwencję Międzynarodowej Organizacji Pracy (ILO) nr 138 dotyczącą najniższego wieku dopuszczenia do zatrudnienia i Zalecenie dotyczące minimalnego wieku nr 146 (1973); Konwencję ILO nr 182 dotyczącą zakazu i natychmiastowych działań na rzecz eliminacji najgorszych form pracy dzieci i Zalecenie w sprawie najgorszych form pracy dzieci nr 190 (1999); oraz Konwencję Narodów Zjednoczonych o prawach dziecka z 20.11.1989 roku. Konwencje te określają pojęcie pracy dzieci i stanowią podstawę dla ustawodawstwa dotyczącego pracy dzieci uchwalonego przez kraje będące ich sygnatariuszami.

## Historia
Ustanowienie Dnia Sprzeciwu Wobec Pracy Dzieci było poprzedzone ratyfikacją trzech międzynarodowych konwencji opublikowanych przez ILO. Są to: 18-artykułowa Konwencja nr 138, która dotyczy minimalnego wieku dzieci pracujących, 6-artykułowa Konwencja nr 182, która dotyczy najgorszych form pracy dzieci oraz 54-artykułowa Konwencja o prawach dziecka.
W dniu 26 czerwca 1973 r. Konferencja Generalna ILO przyjęła prawnie wiążącą konwencję i zalecenie, w których ustalono minimalny ustawowy wiek pracy na 15 lat. Konwencja i zalecenie weszły w życie dnia 19 czerwca 1976 r.
W dniu 20 listopada 1989 Konferencja Generalna ONZ przyjęła i otwarła do podpisania i do ratyfikacji, powszechnie za przełomowe osiągnięcie w zakresie praw człowieka i praw dziecka uznanej, Konwencji o Prawach Dziecka. Artykuł 32 tej Konwencji uznaje prawo dziecka do ochrony przed wyzyskiem ekonomicznym oraz przed wykonywaniem jakiejkolwiek pracy, która może być niebezpieczna lub która może zakłócać edukację dziecka, lub która może być szkodliwa dla zdrowia dziecka, lub jego rozwoju fizycznego, umysłowego, duchowego, moralnego lub społecznego.    
W dniu 17 czerwca 1999 r. Konferencja Generalna ILO przyjęła prawnie wiążącą konwencję i zalecenie, w których ustalono najgorsze formy pracy dzieci. Za datę wejścia w życie uznaje się 19 listopada 2000 r., ponieważ sama konwencja przewiduje, że wejdzie ona w życie 12 miesięcy po dacie drugiej ratyfikacji.   
W dniu 12 czerwca 2002 odbył się pierwszy raz Dzień Sprzeciwu wobec Pracy Dzieci. Motto tego dnia było: "Przyszłość bez pracy dzieci" (ang. "Future without Child Labour").   
12 czerwca 2003 r., w drugim Światowym Dniu Sprzeciwu Wobec Pracy Dzieci, ILO zwracała uwagę na handel dziećmi.   
W roku 2004 dzień odbył się pod hasłem "Za zamkniętymi drzwiami: Praca dzieci w domu" (ang. "Behind closed doors: Child domestic Labour").   
12 czerwca 2005 roku wskazywał dzień na pracę dzieci w kopalniach i górnictwie. Mottem było: "Zbyt ciężki ładunek: praca dzieci w górnictwie i kopalnictwie" (ang. "A Load too Heavy: Child labour in mining and quarrying").   
Na dzień w roku 2006 podała ILO hasło: "Koniec pracy dzieci. Razem nam się uda!" (ang. "The End of Child Labour: Together we can do it!").   
W roku 2007 dzień był obchodzony pod tytułem: "Praca dzieci i Agrokultura" (ang. "Child labour and agriculture"). ILO ostrzegła, że z to jedna z trzech najbardziej niebezpiecznych dziedzin prac, ale także podkreśliła, że nie każda praca w agrokulturze jest, w zależności od wieku, dla dzieci szkodliwa lub zła.   
W 2013 roku ILO uruchomiła globalną inicjatywę o nazwie Music Against Child Labour Initiative (MACLI), wzywając muzyków ze wszystkich krajów do muzycznego wkładu przeciwko pracy dzieci. Na osobnej stronie internetowej organizowany jest konkurs muzyczny oraz prezentowane są utwory, które zostały wydane do tej pory.   
W roku 2019 był dzień obchodzony pod mottem „Dzieci nie powinny pracować na polach, ale nad marzeniami” (ang. “Children shouldn’t work in fields, but on dreams”).
Obchody Światowego Dnia Sprzeciwu Wobec Pracy Dzieci 2020 odbyły się pod hasłem "Chrońmy dzieci przed znojem, teraz bardziej niż kiedykolwiek!" (ang. “Protect children from child labour, now more than ever!”).
Także z okazji uniwersalnej ratyfikacji konwencji o najgorszych formach pracy dzieci, rok 2021 jest Międzynarodowym Rokiem Eliminacji Pracy Dzieci. W tym roku Światowy Dzień Sprzeciwu Wobec Pracy Dzieci obchodzony był w ramach "Tygodnia Działania" w dniach od 10 do 17 czerwca 2021 roku. W ciągu tego specjalnego tygodnia wydarzenia i działania na całym świecie były także okazją do omówienia nowych globalnych prognoz ILO -UNICEF dotyczących pracy dzieci oraz zaprezentowania postępów we wdrażaniu zobowiązań w ramach Międzynarodowego Roku "2021 Action Pledges".

## Prognozy
UNICEF i ILO spodziewają się, że do końca 2022 roku dodatkowo 9 milionów dzieci będzie wykorzystywane do pracy. Wzrost ten spowodowany jest kryzysem związanym z koronawirusem.

## Konwencje i Zalecenia
- Konwencja o prawach dziecka z roku 1989
- C138 - Konwencja dotycząca najniższego wieku dopuszczenia do zatrudnienia, 1973 (nr 138)
- R146 - Zalecenie dotyczące minimalnego wieku, 1973 (Nr 146)
- C182 - Konwencja dotycząca najgorszych form pracy dzieci z 1999 r. (nr 182)
- R190 - Zalecenie w sprawie najgorszych form pracy dzieci z 1999 r. (nr 190)